# Atletismo nos Jogos Pan-Americanos de 2019 - 20 km marcha atlética masculina
A competição da marcha atlética 20 km masculina foi um dos eventos do atletismo nos Jogos Pan-Americanos de 2019, em Lima, no Peru. A prova foi realizada no dia 4 de agosto.

## Calendário
Horário local (UTC-5).
| Data        | Horário | Fase  |
| ----------- | ------- | ----- |
| 4 de agosto | 10:30   | Final |

## Medalhistas
| Ouro   | ECU Brian Pintado           |
| Prata  | BRA Caio Bonfim             |
| Bronze | GUA José Alejandro Barrondo |

## Recordes
Recordes mundial e pan-americano antes da disputa dos Jogos Pan-Americanos de 2019.
| Tipo                             | Atleta          | Tempo   | Local    | Data                |
| -------------------------------- | --------------- | ------- | -------- | ------------------- |
|                                  | Yusuke Suzuki   | 1:16:36 | Nomi     | 15 de março de 2015 |
| Recorde dos Jogos Pan-Americanos | Bernardo Segura | 1:20:17 | Winnipeg | 26 de julho de 1999 |

## Resultado final
Os resultados foram os seguintes:  
| Posição           | Atleta                  | Nacionalidade | Tempo   | Notas                |
| ----------------- | ----------------------- | ------------- | ------- | -------------------- |
| Medalha de ouro   | Brian Pintado           | ECU Equador   | 1:21:51 |                      |
| Medalha de prata  | Caio Bonfim             | BRA Brasil    | 1:21:57 |                      |
| Medalha de bronze | José Alejandro Barrondo | GUA Guatemala | 1:21:57 |                      |
| 4                 | Mauricio Arteaga        | ECU Equador   | 1:22:23 | Recorde da temporada |
| 5                 | Evan Dunfee             | CAN Canadá    | 1:22:27 |                      |
| 6                 | Andrés Olivas           | MEX México    | 1:22:36 | Recorde pessoal      |
| 7                 | José Leonardo Montaña   | COL Colômbia  | 1:23:23 |                      |
| 8                 | Richard Vargas          | VEN Venezuela | 1:25:08 |                      |
| 9                 | Yassir Cabrera          | PAN Panamá    | 1:25:39 |                      |
| 10                | Juan Manuel Cano        | ARG Argentina | 1:26:42 |                      |
| 11                | Yerko Araya             | CHI Chile     | 1:28:06 |                      |
| 12                | Moacir Zimmermann       | BRA Brasil    | 1:33:14 |                      |
| 13                | Jose Mamani             | PER Peru      | DSQ     |                      |
| 13                | Carlos Sánchez Cantera  | MEX México    | DSQ     |                      |
| 15                | Éider Arévalo           | COL Colômbia  | DNF     |                      |
| 15                | José María Raymundo     | GUA Guatemala | DNF     |                      |

Legenda
| Recorde mundial                  | Recorde mundial (World record)               |                       | Recorde africano                      | Recorde africano (African) |                                           | Q | Classificado por posição (Qualified) |
| Recorde dos Jogos Pan-Americanos | Recorde pan-americano (Pan-American record)  | Recorde da América    | Recorde da América (Americas)         | q                          | Classificado por melhor tempo (Qualified) |   |                                      |
| Melhor marca do ano              | Melhor marca do ano (World leading)          | Recorde asiático      | Recorde asiático (Asian)              | DNS                        | Não largou (Did not start)                |   |                                      |
| Recorde nacional                 | Recorde nacional (National record)           | Recorde europeu       | Recorde europeu (European)            | DNF                        | Não terminou (Did not finish)             |   |                                      |
| Recorde pessoal                  | Recorde pessoal do atleta (Personal best)    | Recorde da Oceania    | Recorde da Oceania (Oceania)          | DSQ / DQ                   | Desclassificado (Disqualified)            |   |                                      |
| Recorde da temporada             | Recorde da temporada do atleta (Season best) | Recorde sul-americano | Recorde sul-americano (South America) | NM                         | Sem marca (No mark)                       |   |                                      |